# Мегалитический комплекс в Ахунове

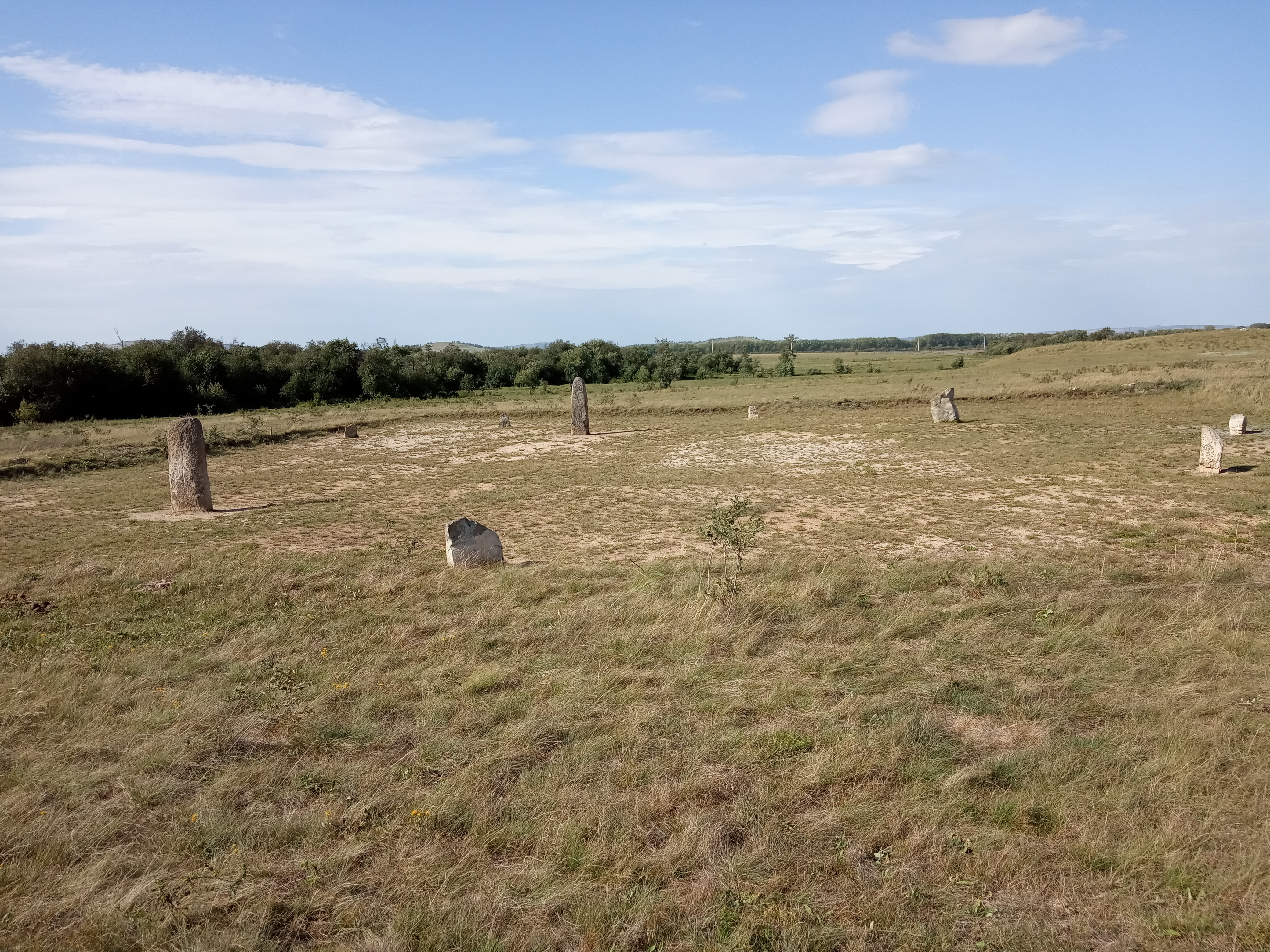

Ахуновские менгиры мегалитический памятник — древний памятник в башкирском селе Ахуново. Включает 13 менгиров высотой от 70 до 200 см. По структуре, материалу и количеству объектов комплекса является аналогом сооружения в знаменитом Стоунхендже. Памятник по мнению отдельных ученых относится к расположенной на Южном Урале Стране городов.
На территории памятника проводятся раскопки и планируется создание туристического центра.